# Армстронг, Вик
Вик Армстронг (англ. Vic Armstrong, род. 5 октября 1946 года) — голливудский кинорежиссёр, постановщик трюков и дублёр.

## Творческая биография
Был дублёром Харрисона Форда в первых трёх фильмах об Индиане Джонсе, Тимоти Далтона, Джорджа Лэзенби в фильме «На секретной службе Её Величества» и Кристофера Рива в фильмах «Супермен» и «Супермен 2».
Назван книгой рекордов Гиннесса самым плодовитым каскадёром.
Работает в качестве режиссёра второй съёмочной группы.
В 2011 году опубликовал мемуары «My Life as Indiana Jones, James Bond, Superman and Other Action Heroes: The True Adventures of the World’s Greatest Stuntman».

## Награды
- Academy Award for Technical Achievement (2001)[2]
- Michael Bacon Award, British Academy of Film and Television Arts (2001)

## Фильмография

### Режиссёр
- 1993 — Дерево Джошуа / Joshua Tree / Army of One
- 2014 — Оставленные / Left Behind

### Режиссёр второй съёмочной группы
- 1990 — Вспомнить всё / Total Recall
- 1991 — Двойной удар / Double Impact
- 1992 — Универсальный солдат / Universal Soldier
- 1995 — Джонни-мнемоник / Johnny Mnemonic
- 1995 — Роб Рой / Rob Roy
- 1996 — Фантом / The Phantom
- 1997 — Завтра не умрет никогда / Tomorrow Never Dies
- 1998 — Мстители / The Avengers
- 1999 — И целого мира мало / The World Is Not Enough
- 2000 — Ангелы Чарли / Charlie’s Angels
- 2002 — Банды Нью-Йорка / Gangs of New York
- 2002 — Умри, но не сейчас / Die Another Day
- 2004 — Блэйд 3: Троица / Blade: Trinity
- 2006 — Миссия невыполнима 3 / Mission: Impossible III
- 2007 — Золотой компас / The Golden Compass
- 2007 — Я — легенда / I Am Legend
- 2010 — Солт / Salt
- 2010 — Человек-волк / The Wolfman
- 2011 — Время ведьм / Season of the Witch
- 2011 — Зелёный Шершень / The Green Hornet
- 2011 — Тор / Thor
- 2012 — Новый Человек-паук / The Amazing Spider-Man